# Les Apaches d'Athènes
Pour les articles homonymes, voir Apache.
Pour plus de détails, voir Fiche technique et Distribution.
Les Apaches d'Athènes (Οι απάχηδες των Αθηνών, I apachides ton Athinon) est un film grec réalisé par Dimítrios Gaziádis et sorti en 1930.
Ffilm « parlant » grec, c'est une comédie musicale « muette » : avec seulement des chansons, adaptée d'une opérette à succès.

## Synopsis
Kostas est surnommé le « Prince ». Il vit de petits trafics, mais est toujours élégant. Débarque Xénophon Paralis, un riche gréco-américain décidé à marier sa fille Véra avec un prince grec. Il désespère d'en trouver un. Son avocat se rabat sur Kostas qui se fait passer pour un prince byzantin. Cependant, le subterfuge est découvert quand la fiancée de Kostas intervient.

## Fiche technique
- Titre : Les Apaches d'Athènes
- Titre original : Οι απάχηδες των Αθηνών (I apachides ton Athinon)
- Réalisation : Dimítrios Gaziádis
- Scénario : Yannis Prinéas d'après Nikos Chatziapostolos
- Direction artistique :
- Décors :
- Costumes :
- Photographie : Dimítrios Gaziádis
- Son :
- Montage :
- Musique :
- Société(s) de production : Dag-Film
- Pays d'origine :  Grèce
- Langue : grec
- Format :  Noir et blanc muet
- Genre : Comédie et film musical
- Durée :  80 minutes
- Dates de sortie : 1930

## Distribution
- Mary Sagianou-Katseli
- Petros Epitropakis
- Petros Kyriakos
- Titika Sophiadiou